# Cissus nymphaeifolia
Cissus nymphaeifolia är en vinväxtart som först beskrevs av Friedrich Welwitsch och Bak., och fick sitt nu gällande namn av Jules Émile Planchon. Cissus nymphaeifolia ingår i släktet Cissus och familjen vinväxter. Inga underarter finns listade i Catalogue of Life.